# Zagonetni dvojnik
Zagonetni dvojnik je 4. epizoda Zagora objavljena u Lunov magnus stripu #42 u izdanju Dnevnika iz Novog Sada. Na kioscima u bivšoj Jugoslaviji se premijerno pojavila u decembru 1971. godine. Koštala je 3 dinara. 

## Originalna epizoda
Ova epizoda objavljena je premijerno u Italiji u #4-5 u 1962. godine pod nazivom Zagor contro Zagor. 

## Kratak sadržaj
U utvrđenju Kadar, pripiti vojnik Klark u gostionici priča dvojici prijatelja, Kleberu i Sajmonu, kako je upravo utovario tovar pun zlatnika u kola koja sutra kreću za drugo utvrđenje, a koja će prevoditi Zagor. Kleber predlaže Sajmonu da opljačkaju kola, a potom ga odvodi do fizičkog radnika po imenu Olaf Botegoski. Olaf je zarastao u bradu i nosi dugu kosu, ali kada se obrije, izgleda kao Zagor.
Dok Zagor odlazi na jedan dan da proveri kolibu starog Bastera, Olaf, sada obučen u Zagorovo odelo, dolazi u Čikovu i Zagorovu kolibu i pretvara se da je pravi Zagor. Nakon poziva komandanta utvrđenja, Olaf samostalno (bez Čika) polazi u utvrđenje. Nakon što mu komandant puk. Farel objašnjava da je veliki broj razbojnika zainteresovan za kola koja prevoze zlatnike za Zejnvil, Olaf nagovara komandanta da najpre pošalje jedna lažna kola sa velikom pratnju, a da prava kola pod „Zagorovom“ pratnjom izađu krišom iz utvrđenja kasnije. Kom. Farel je međutim sumnnjičav prema Olafovom planu i krišom samostalno kreće za drugim kolima. Kada Olaf ubija vojnika da bi preuzeo komandu nad kolima, Farel se pojavljuje da bi sprečio krašu, ali na njega iz zasede puca Kleber. Pravi Zagor, koji je prolazio u blizini, čuo je pucnjeve i krenuo da mestu događaja. Našavši ranjenog puk. Farela, Zagor je iznenađen kada ga ovaj optužuje za izdaju. Dok se pukovnik bori sa Zagorom, nailazi Sajmon (kleberov saradnik), koji primorava Zagora da se preda. Oni vode Zagora u utvrđenje i Zagor završava u zatvoru pod optužbom za izdaju.
Umesto da se zaustave na pljački kola, Kleber predlaže kako da opljačkaju banku u Virtonu u kojoj se nalaze vojničke plate. Njegov plan je da oslobode Zagora iz zatvora i naprave haos u utvrđenju, nakon čega niko neće obraćati pažnju na banku. Kleber i prijatelji pomažu Čiku da oslobodi Zagora iz zatvora. Zagor slučajno u šumi nailazi na Klebera, Sajmona i Olafa (koji je obučen kao on) i počinje da shvata o čemu se radi. Napada Olafa i posle teške borbe pesnicama jedva uspeva da ga savlada. Utom nailazi Čiko koji ne može da razlikuje pravog od lažnog Zagora.

## Reprize u bivšoj Jugoslaviji, Srbiji i Hrvatskoj
Epizoda je reprizirana u ZS-475 pod nazivom Zagor protiv Zagora u septembru 1979. godine. Veseli četvrtak je dva puta reprizirao ovu epizodu. Najpre 2008. gdine u #2 kolekcionarskog izdanja Biblioteka Zagor. Potom u 2022. godine novoj Zlatnoj seriji #38 pod nazivom Zagor protiv Zagora. U Hrvatskoj je reprizirana u ediciji Original Zagor u boji #7 koji je objavljen 2020. godine.